# Hawkes Glacier
Hawkes Glacier är en glaciär i Antarktis. Den ligger i Sydshetlandsöarna. Argentina, Chile och Storbritannien gör anspråk på området. Hawkes Glacier ligger 5 meter över havet.
Terrängen runt Hawkes Glacier är huvudsakligen kuperad, men norrut är den platt. Havet är nära Hawkes Glacier österut. Trakten är glest befolkad. Närmaste befolkade plats är Gabriel de Castilla Spanish Antarctic Station, 9,2 kilometer väster om Hawkes Glacier. 